# Macarostola callischema
Macarostola callischema är en fjärilsart som beskrevs av Edward Meyrick 1908. Macarostola callischema ingår i släktet Macarostola och familjen styltmalar. Inga underarter finns listade i Catalogue of Life.